# دیرین‌آخوندکان
دیرین‌آخوندکان (نام علمی: Miomoptera) نام یک راسته از شاخه بندپایان است.